# Université d'été (politique)
 (août 2011).
Si vous disposez d'ouvrages ou d'articles de référence ou si vous connaissez des sites web de qualité traitant du thème abordé ici, merci de compléter l'article en donnant les références utiles à sa vérifiabilité et en les liant à la section « Notes et références ».
Pour les articles homonymes, voir Université d'été.
Une université d'été est un rassemblement de militants et de responsables d'un mouvement politique ou associatif pendant quelques jours à la fin des vacances d'été. Y sont généralement conviés des universitaires, des intellectuels, des chercheurs et des acteurs de la société civile pour des conférences, des débats et des formations. 
Ces journées ont pour but d'apprendre, d'approfondir ou de réfléchir aux projets du mouvement en question dans un cadre informel et détendu. Pour les partis, l'université d'été marque souvent la rentrée politique après la trêve estivale.
D'après La Croix, les universités d'été sont nées aux États-Unis « dans les années 1870 lorsque les universités ont décidé d'ouvrir leur campus l'été pour permettre aux professeurs des écoles primaires et secondaires de pousser leurs connaissances ». En France, « l'initiative prend une ampleur nouvelle quand dans les années 1970 dans la foulée de Mai 68 et pour redonner toute sa place au politique par une autre manière d'en faire, des réunions, des forums, des colloques où peuvent se rendre tous les militants sont mis en place ». Les Jeunes giscardiens sont les premiers à en organiser une, en août 1975, à Montpellier,. Rémi Lefebvre indique qu'il s'agit de « trois semaines de formations de 400 jeunes, en présence de responsables nationaux comme Jean-Pierre Soisson ou Jean-Pierre Raffarin. L'objectif est alors principalement de former les futurs cadres de l'organisation, de leur apprendre à « parler aux Français » et de donner une image d'ouverture et de modernité à des partis déjà discrédités ».

## France

### Universités d'été politiques

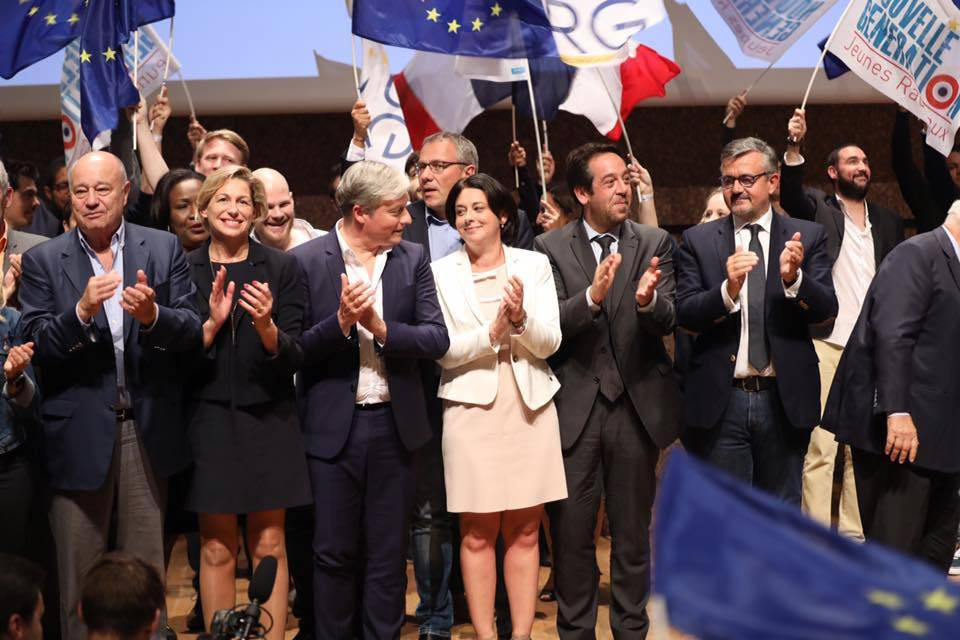
Université d'été du parti Radical en 2017.

- L'université d'été du Parti socialiste a traditionnellement lieu fin août à La Rochelle, depuis 1993. Depuis 2020, elle a lieu à Blois[4],[5].
- L'université d'été du NPA au cours de laquelle se déroule le congrès du parti[6].
- L'université d'été du Parti communiste français (PCF)[7].
- La Fête de la rose de Frangy-en-Bresse, créée par le socialiste Pierre Joxe en 1973 et reprise par Arnaud Montebourg[8].
- Les journées d'été d'Europe Écologie Les Verts[9].
- Depuis 1999, le Mouvement des entreprises de France (MEDEF) organise son université d'été sur le campus de HEC à Jouy-en-Josas[10] renommée en 2019 « La rencontre des entrepreneurs de France »[11].
- En 2017, La France insoumise organise son université d'été (appelée les « AmFIs ») à la faculté des sciences de l'Université de Marseille. Elle est ensuite organisée à Valence.
- La Manif pour tous organise son université d'été à Paris en 2013, à Palavas-les-Flots en 2014, à Quiberon en 2015, à Étiolles en 2016 et 2017.
- Le parti Reconquête, créé par Éric Zemmour, organise son université d'été le 10 septembre 2022.

### Universités d'été catholiques
- L'Université « La Politique une Bonne Nouvelle » a été fondée en 1997 et propose aux jeunes chrétiens de 18 à 35 ans des temps d’échanges, de débats et de formation autour des questions politiques. Plusieurs mouvements sont associés à cet évènement comme CCFD-Terre solidaire anciennement Comité catholique contre la faim et pour le développement, Eccleria, anciennement Mouvement chrétien des cadres et dirigeants, la Jeunesse ouvrière chrétienne, la Mission de France, les Scouts et Guides de France ou encore la Communauté de vie chrétienne[12].
- Les Universités d'été de la Sainte-Baume sont nées d’une initiative de Dominique Rey, évêque de Toulon en 2011. Elles sont portées conjointement par l’Observatoire socio-politique du diocèse de Fréjus-Toulon et les Dominicains du sanctuaire de la Sainte-Baume.

## Suède
En 1968, alors qu'il est en vacances sur l'île de Gotland, Olof Palme interpelle les électeurs dans un parc de Visby, donnant naissance à un évènement politique annuel très populaire en Suède, l'Almedalen. Depuis, tous les partis de l'échiquier politique, les syndicats et des entreprises s'y retrouvent pendant quelques jours en été, prenant successivement la parole devant le public, illustrant là le modèle de consensus démocratique suédois.